# Revue roumaine de linguistique
La Revue roumaine de linguistique (Romanian Review of Linguistics, sigla RRL) es una revista científica rumana trimestral publicada desde 1956. 

## Historia
De 1956 a 1963 llevó por nombre Revue de linguistique y comprendía dos números por año. En 1963, adquiere su nombre actual en francés y aparece en seis números por año, hasta que en 1998 pasa a cuatro números por año. desde 2006, existe una versión inglesa y desde 2008, RRL es indexada por el Instituto para la Información Científica (ISI).
Los redactores jefes de la publicación han sido Iorgu Iordan, de 1956 a 1963; Al. Rosetti, de 1964 a 1991 y Emanuel Vasiliu, de 1992 a 2005. Actualmente, el redactor jefe es Marius Sala, vicepresidente de la Academia Rumana y director del Instituto Lingüístico « Iorgu Iordan - Al. Rosetti ».
A partir del volumen número 20, en 1975, la RRL contiene los Cahiers de linguistique théorique et appliquée (que conservan su numeración).